# Israel nos Jogos Olímpicos de Verão de 1956
Israel competiu nos Jogos Olímpicos de Verão de 1956 em Melbourne, na Austrália. O país estreou nos Jogos em 1952 e em Melbourne fez sua 2ª participação, sem conquistar nenhuma medalha.